# Markus Werba
Markus Werba (Hermagor, 14 novembre 1973) è un baritono austriaco.

## Biografia
Nato in Carinzia in Austria, Markus Werba ha iniziato gli studi al Conservatorio di Klagenfurt per poi proseguirli a Vienna con Walter Berry.. La carriera del giovane baritono è iniziata velocemente e sorprendentemente dopo essere stato scelto da Giorgio Strehler per il Guglielmo del Così fan tutte, produzione che avrebbe inaugurato, nel 1998, il Nuovo Piccolo Teatro di Milano e sua ultima regia.
Bellini
- Sir Riccardo Forth (I puritani)

Braunfels
- Wiedehopf (Die Vögel)

Britten
- Billy Budd (Billy Budd)
- Demetrius (A Midsummer Night's Dream)

Cavalli
- Mercurio (La Calisto)

Debussy
- Pelléas (Pelléas et Mélisande)

Donizetti
- Don Alfonso (La favorita)
- Malatesta (Don Pasquale)
- Belcore (L'elisir d'amore)
- Lord Enrico Ashton (Lucia di Lammermoor)

Korngold
- Frank-Fritz (Die tote Stadt )

Lehàr
- Danilo (Die lustige Witwe)

Marschner
- Hans Heiling (Hans Heiling)

Massenet
- Athanaël (Thaïs)

Mozart
- Papageno (Die Zauberflöte)
- Guglielmo (Così fan tutte)
- Don Giovanni (Don Giovanni)
- Leporello (Don Giovanni)
- Figaro / Il Conte (Le nozze di Figaro)
- Nardo (La finta giardiniera)

Rossini
- Figaro (Il barbiere di Siviglia)
- Dandini (La Cenerentola)

Thomas
- Hamlet (Hamlet)

Tchaikovsky
- Onegin (Eugenio Onegin)

Paisiello
- Giorgino (Il matrimonio inaspettato)

Puccini
- Marcello (La bohème)

Schubert
- Froila (Alfonso und Estrella)

Schumann
- Faust, Pater Seraphicus, Doctor Marianus (Szenen aus Goethes Faust)

J.Strauss
- Eisenstein, Falke (Die Fledermaus)

R.Strauss
- Harlequin (Ariadne auf Naxos)
- Olivier (Capriccio)

Verdi 
- Marquis de Posa (Don Carlo)
- Ford (Falstaff)

Wagner
- Beckmesser (Die Meistersinger)
- Wolfram (Tannhauser)

## Discografia
DVD
- Heinrich Marschner, Hans Heiling (M.Werba, A.C.Antonacci, H.Lippert, G.Fontana; regia P.L.Pizzi) aprile 2004 Cagliari, Teatro Lirico. Dynamic 33467/1-2
- Wolfang Amadeus Mozart, La finta giardiniera (Gens,Kučerová,Reinprecht, Donose, Ainsley, Graham-Hall, Werba, Ivor Bolton) 2006 Mozarteum Orchestra Salzburg
- Franz Schubert, Alfonso und Estrella (Mei, Trost, Werba) Orchestra and Chorus of Teatro Lirico di Cagliari